# Nút giao thông Gangdong
Nút giao thông Gangdong (Tiếng Hàn: 강동 나들목, 강동IC) còn được gọi là Gangdong IC là nút giao thông của Đường cao tốc Sejong–Pocheon dự kiến sẽ được xây dựng ở Godeok-dong, Gangdong-gu, Seoul. Nó được lên kế hoạch mở cửa vào năm 2024.

## Lịch sử
- 9 tháng 12 năm 2016: Nút giao thông Gangdong đã được công bố tại khu vực Godeok-dong tại quảng trường giao thông của các cơ sở quy hoạch đô thị ở Gangdong-gu, Seoul để thành lập nút giao thông[1]

## Thông tin cấu trúc
- Vị trí: Godeok-dong, Gangdong-gu, Seoul

## Lối vào nút giao thông
- Olympic-daero